# トヨタ・87C
トヨタ・87C（Toyota 87C ）は、1987年全日本スポーツプロトタイプカー耐久選手権（JSPC）、およびル・マン24時間レース参戦用のトヨタのグループCカー。後継機種である88Cについても記す。

## 概要
モノコックは童夢製作のアルミ製で、基本的には前年型トムス86Cの発展・改良型である。トムス使用車はトヨタ87C、童夢使用車は童夢87Cと呼称する。この87Cからトヨタのワークスマシンとして「トヨタ」の名前を冠するようになった。トヨタの名を冠するプロトタイプはトヨタ・7以来となる。ホイールベースは86Cから100 mm延長され、前年のWEC-JAPANでトムスが持ち込んだ予選用シャシーと同じ2700 mmとなった。リヤウィングはミッション装着の独立式に変更された。
エンジンは86Cと同じ3S-G 2.1リットル 直列4気筒 ターボ。87Cからエキゾーストマニホールド、ターボチャージャー、ウェイストゲートバルブ冷却用のラジエーターが追設された。
タイヤはフロント、リヤ共に16インチホイールを装着していた86Cから、ブリヂストンを使用するトムスはフロント17インチ、リヤ19インチに、ダンロップを使用する童夢はフロント17インチ、リヤ18インチへとホイールが大径化された。

## 戦績
トヨタは1987年のJSPCにトヨタ・チーム・トムス（TTT）、童夢から各1台の2台体制で参戦した。トヨタの名を冠するレーシングチーム名も1960年代の日本GP以来となった。
開幕戦の鈴鹿500kmでトヨタ87Cは予選5位からスタートし3位に入り表彰台を獲得。童夢87Cは予選6位からスタートしピットストップの際ホイールが外れないというトラブルが起き16位に終わった。
このレースでは充分な数のエンジンが揃わず、スペアエンジンにも事欠く状態であることから1000kmレースに向けてのテストと割り切って決勝レースを戦うことになった。そのため燃料総量も500kmレースの規定の275リットルではなく1000kmレースの規定の半分255リットルで500kmを走ることになった。にもかかわらずトヨタ87Cが優勝したポルシェと同一周回の3位でゴールしたことはシーズンの展望に希望を持たせるものであった。
雨の中開催された第2戦・富士1000kmでは予選2位からスタートしたトヨタ87Cがスタートとともにトップに立ちそのまま優勝。トムスはJSPC初優勝を飾った。童夢の87Cは11周目に他車と追突しリタイアした。
ル・マン24時間には童夢は出場せず、TTTの2台体制での参戦となった。予選14位スタートの36号車はレース開始1時間半でガス欠により、予選16位スタートの37号車は5時間半目にオーバーヒートでそれぞれリタイアと惨敗に終わった。
ル・マンから帰国後最初のレースとなる第3戦富士500マイルは豪雨の中行われ予選4位スタートの童夢87Cが3位に入り、予選2位スタートのトヨタ87Cは63周目雨水に乗ってスピンしレースを終えた。スピン続出のレースは93周で打ち切られた。
第4戦・鈴鹿1000kmでトヨタ87Cがポールポジションを獲得。童夢87Cも予選2位に入りトヨタ勢がフロントロウを独占。決勝ではトヨタ87Cがトップを独走し、レース終盤にはペースを落とす余裕を見せてシーズン2勝目を挙げた。童夢87Cは40周過ぎから降った雨に足をすくわれてスピン、その後リタイアした。
WSPC第10戦/JSPC第5戦として開催されたWEC-JAPANでトヨタ87Cは予選2位。童夢87Cも予選3位と好位置からレースをスタート。トヨタ87Cは燃費を無視した走りでトップに立つも、燃費が苦しくなりその後ジャガーにトップを明け渡す。ペースを落としながらも上位グループでレースを続けていたが100周目リタイヤに終わった。このときの原因は燃料の消費を少なくしようとエンジンの暖機を怠ったため、ガスケットが吹き飛んでしまったためである。童夢87Cは15週目エンジントラブルでリタイアした。
WSPC第11戦/JSPC第6戦として予定されていた西仙台スーパースプリントは開催直前になって中止が決定し、次の富士500kmがJSPCの最終戦として行われた。ここまでトヨタ87Cに乗るジェフ・リースがタイトル争いのトップに立ち、国産マシンに乗るドライバーによる初タイトルの可能性があったことからTTTは36、37号車の2台体制で最終戦に臨んだ。
しかし予選は36号車が9位、37号車は10位とシーズン最低のグリッドに沈み、さらに童夢87Cは雨の中行われた予選1回目で300Rでスピンし、マシンを傷めたため決勝は欠場することになった。そして決勝レースでもリースの乗る36号車は潤滑系のトラブルで早くもオープニングラップで白煙を吹きリタイア。37号車も7周目エンジントラブルでリタイアとタイトルをかけた大一番はあっけなく終わり、ドライバーズ・タイトルは優勝したアドバン・ポルシェに乗る高橋国光が逆転で獲得した。

## トヨタ・88C

### 概要
トヨタは1988年のJSPCシリーズの後半にニューマシン88C-Vの投入を予定していたが、それまでのJSPCシリーズとル・マンには87Cを改良した88Cで戦うことになった。
88Cはモノコック床板部をカーボン化した以外は基本的に87Cと同じ仕様である。1988年、1989年に製作されたものを88Cと呼称し、シャシー・ナンバーは87Cと連番である。

### 戦績

#### 1988年 JSPC、ル・マン24時間
1987年を以て童夢はJSPCから撤退し、トヨタはトムスによる2台体制でJSPCを戦うことになった。開幕戦の富士500kmで36号車は予選4位スタートから6位、37号車は予選12位スタートからの7位に終わった。ともにトップから3周遅れでゴールした。1988年シーズンから国内のポルシェユーザーにも全水冷3.0リットルエンジンが供給されるようになり、レースではポルシェ勢が1位から5位を独占。88Cは「予定どおりのペースで走った」がポルシェに完敗を喫した。 
第2戦・鈴鹿500kmで予選11位スタートの37号車が5位に入賞。36号車は予選4位からスタートし7位でレースを走り切ったものの、オフィシャルの不手際で非完走扱いとなった。
その後、ネジやボルト等の切削を施し、約10 kgの軽量化に成功して臨んだ第3戦・富士1000kmで36号車は予選2位とシーズン初のフロントロウを獲得。レースでは燃費を無視した走りでトップに立つが、その後ペースを落として6位入賞。37号車は予選5位からスタートしたが、途中アクセルワイヤーが切れたため、ティフ・ニーデルがダンロップ・シケインで一旦止め、マシンを降りて応急処置を施してピットへ戻ってレースに復帰し、結局10位に終わった。
ル・マン24時間レースでは36号車が予選8位、37号車が10位とTWRジャガーやポルシェを使用する有力プライベーター勢に割って入る好グリッドを獲得した。決勝レースでは1986、1987年と2年連続で全滅しているトヨタは、予選より20秒ほど遅い1周3分45秒程度で走行し完走狙いに徹した作戦を取った。このラップタイムでもシングルフィニッシュは可能であるとチームは考えていたが、順調に周回を重ねた36号車でも12位にとどまり、2度のコースアウトの他、メカニカルトラブルにも見舞われた37号車は24位に終わり、シングルフィニッシュとはならなかった。
JSPC第4戦・富士500マイルで遂に88C-Vがデビュー。36号車が88Cから88C-Vにスイッチ。88Cは37号車1台のみとなる。予選5位からスタートし53周目スピンしリタイアに終わった。
第5戦・鈴鹿1000kmで37号車が予選7位からのスタート。快調に走行し上位グループでレースを進めるが、給油中に火災を起こしタイムロス。5位に終わった。
WSPC第10戦/JSPC第6戦のWEC-JAPANから88C-Vの2台エントリーし、88Cはスペアカー扱いとなり、鈴鹿1000kmが88Cの国内最後のレースとなった。

#### 1989年 WSPC、ル・マン24時間
トヨタは1989年からWSPCにもフル参戦することになり、1989年シーズン用のマシンとして89C-V製作した。WSPC開幕戦の鈴鹿にはトムス、サードが89C-Vをエントリーさせていたが、ヨーロッパラウンド初戦の第2戦・ディジョンにはトムスGBの89C-Vの準備が整わず、88Cを使用することになった。アップダウンが激しくテクニカルなディジョンで、高いコーナリング性能を持つ88Cはフィットし、予選ではこの年タイトルを獲得することになるザウバー勢に割って入る2番グリッドを獲得。レースではラストラップにジャガーがガス欠でリタイアする幸運もありトップから1周遅れの4位と予想外の活躍を見せた。
ル・マン24時間レースにはトムスから89C-Vとともに1台が出場。予選25位スタートから開始1時間半の20周目にスピンしリタイアに終わった。

#### 1989年 IMSA-GTP

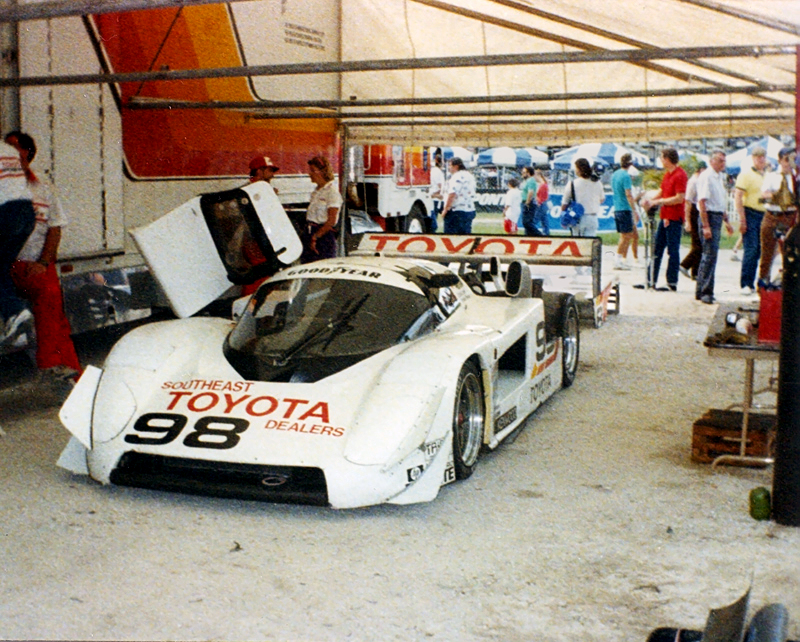
トヨタ・88C IMSA-GTP仕様

AAR・トヨタは1989年からIMSA-GTOからGTPクラスにステップアップ。3S-GエンジンをAARが開発したHF89に搭載。1989年シーズンに向けて開発を進めたがHF89が所期の性能目標を達成することができず、AARは比較検討用として日本から持ち込まれていた88Cも併用してGTPシリーズに参戦することになった。
88Cはオイルタンクの容量拡大、ディフューザーの大型化、ターボ冷却用ラジエーターの撤去等、IMSA仕様への改装を受けた。
デビュー戦のデイトナ24時間ではオーバーヒートでリタイアしたものの、その後第4戦・ロードアトランタ、第6戦ライムロックでポールポジションを獲得。第5戦・ウェストパームビーチ、第9戦・ワトキンズグレンで3位入賞。第13戦・サンアントニオでは2位入賞とHF89を上回る活躍を見せた。
88CのIMSAでの活躍は1989年の1年のみで終了したが、3S-Gエンジンはその後もTRD USAが改良を続けながらAAR・トヨタで使用され、イーグル・MkIIIが1992年、1993年と2年連続でIMSA-GTPクラスのタイトルを獲得。1993年のデイトナ24時間制覇など素晴らしい成績を残した。